# Syphon Filter 3
Pour les articles homonymes, voir Syphon Filter (homonymie).
Syphon Filter 3 est un jeu vidéo de Tir à la troisième personne et d'infiltration développé par SCE Bend Studio et édité par Sony Computer Entertainment en 2001 sur la console PlayStation de Sony. Syphon Filter 3 est le troisième épisode de la série du même nom.

## Histoire

### Synopsis
Ayant vaincu les derniers dirigeant corrompus de l'Agence qui avait voulu prendre le contrôle de l'arme bactériologique Syphon Filter, l'ex-agent Gabriel Logan et ses alliés sont sommés de comparaître devant une commission congressionnelle présidée par le vice-président américain Vince Hadden. Ils y sont accusés de trafic d'arme, de complot et de trahison. Alors qu'ils comparaissent tour à tour et reviennent sur leurs opérations passées, Gabe et sa bande continuent de mener parallèlement leur enquête afin de démasquer les véritables artisans de l'affaire Syphon Filter. Au cours de l'interrogatoire il y a le retour de Theresa que la congrégation croyait morte. et plus tard il découvre que vince hadden est le chef de toutes ces opérations.

### Présentation des personnages
Le principal protagoniste est l'ex-agent secret Gabriel Logan qui a dû précédemment tourné le dos à sa propre organisation après avoir découvert les véritables desseins de ses supérieurs. Il est appuyé par sa partenaire de longue date Lian Xing, spécialiste des communications, qui n'a pas hésité à le suivre, et Teresa Lipan, elle aussi une ex-agente de l'Agence devenue freelance. Enfin, Lawrence Mujari, biologiste et ancien agent du Congrès national africain, apporte lui aussi son aide. Le joueur aura l'occasion d'incarner ces quatre personnages au cours du jeu.
Leur principal ennemi est le vice-président américain Vincent Hadden, homme aux ambitions perfides, qui tente par tous les moyens de les discréditer en les faisant passer pour des criminels. Il fait affaire avec Mara Aramov, dont la volatilité continue de dérouter Logan et son équipe.